# Anton Lehmden
Anton Lehmden, född 2 januari 1929 i Cabaj-Čápor i Nitra i dåvarande Tjeckoslovakien (i nuvarande Slovakien), död 7 augusti 2018 i Wien, Österrike, var en österrikisk bildkonstnär och grafiker, som räknas till Den fantastiska realismens skola i Wien.

## Verksamhet
Anton Lehmden kom som flykting från Tjeckoslovakien till Wien 1945 och antogs till Wiens konstakademi vid 16 års ålder. Han studerade för bland andra Albert Paris Gütersloh, och skulle så småningom själv bli lärare vid samma akademi (1971–1997). Lehmden var tidigt medlem av Art-Club. Till hans offentliga arbeten hör bland annat utformandet av tunnelbanestationen Volkstheater i Wien och av en kyrkobyggnad i anslutning till den österrikiska skolan St. Georgs-Kolleg i Istanbul.
Lehmden bodde och undervisade i Istanbul under några år på 1960-talet, med början 1962. Hans första verkmonografi kom 1968 under titeln Weltlandschaften (Världslandskap). 1966 förvärvade han det förfallna renässansslottet Schloss Deutschkreutz i Burgenland och restaurerade därefter denna stora byggnad undan för undan. Han hade en ateljé där och en stadigvarande utställning av egna verk, samtidigt som han bedrev kursverksamhet i måleri. Tillsammans med sin dotter Barbara Lehmden anordnade han även guidade turer på slottet liksom ett sommarnöje kallat Literatur im Grünen (Litteratur i det gröna).
Anton Lehmden finns representerad på Phantastenmuseum i Wien.

## Målningar ur samlingen på Schloß Deutschkreutz

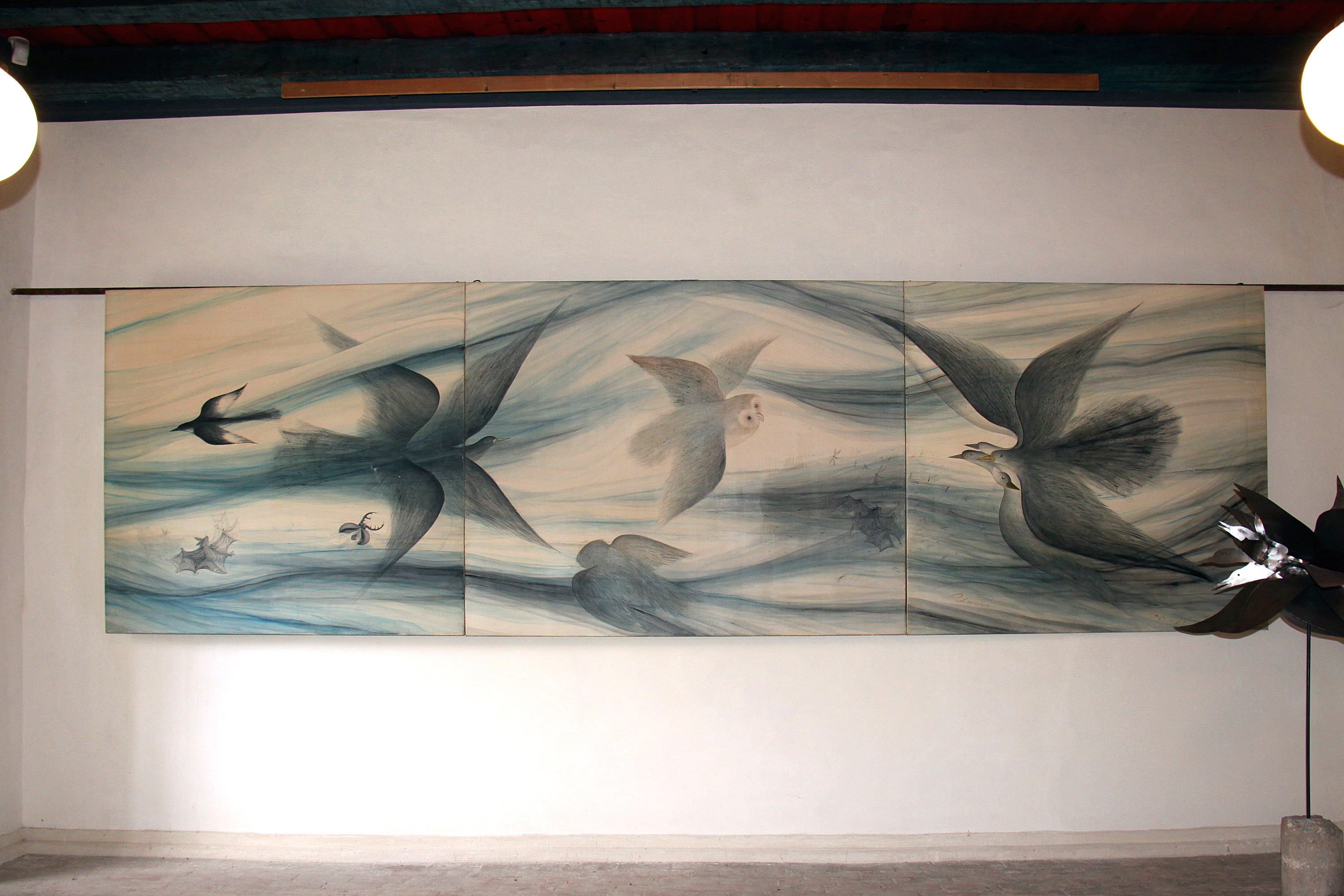
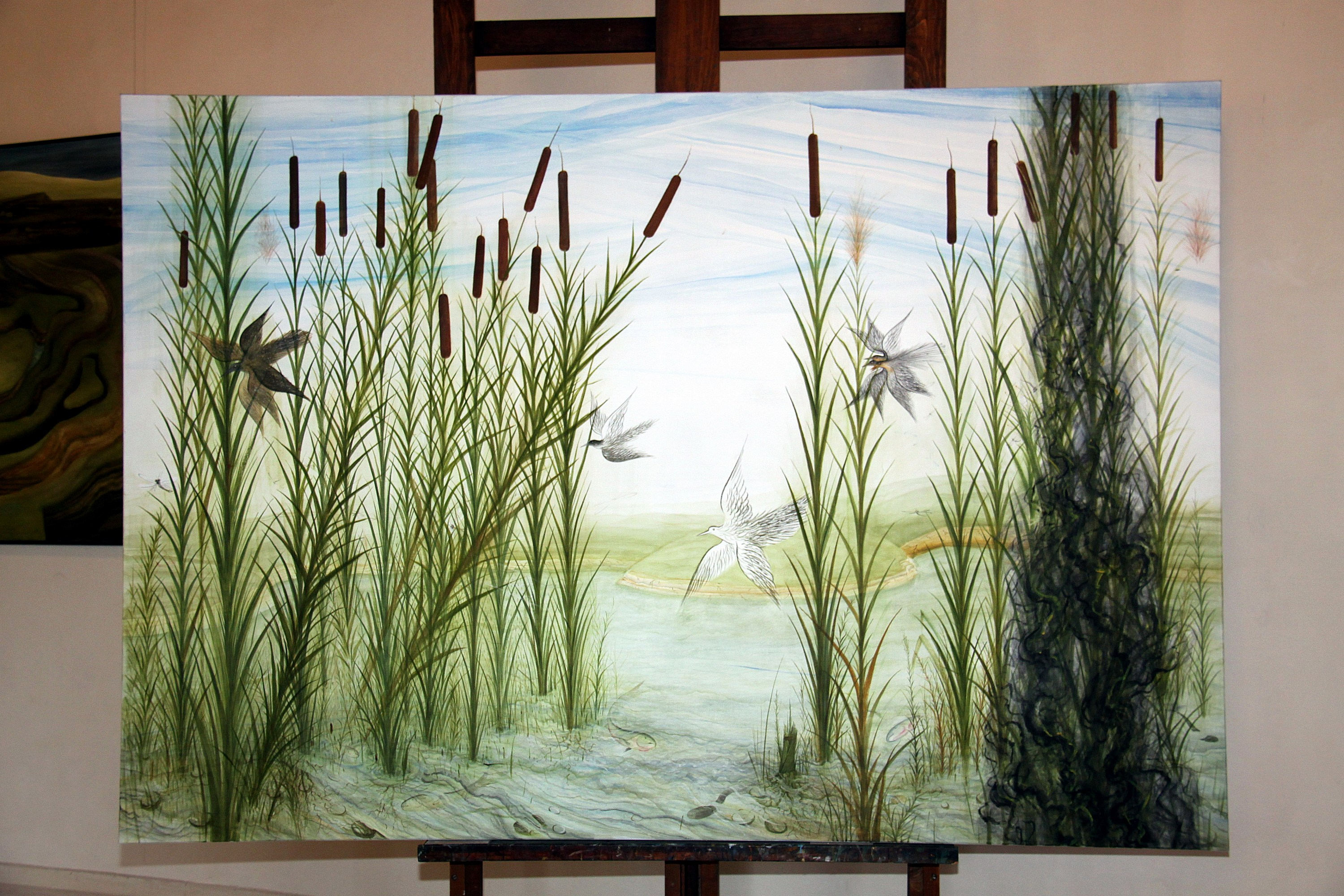
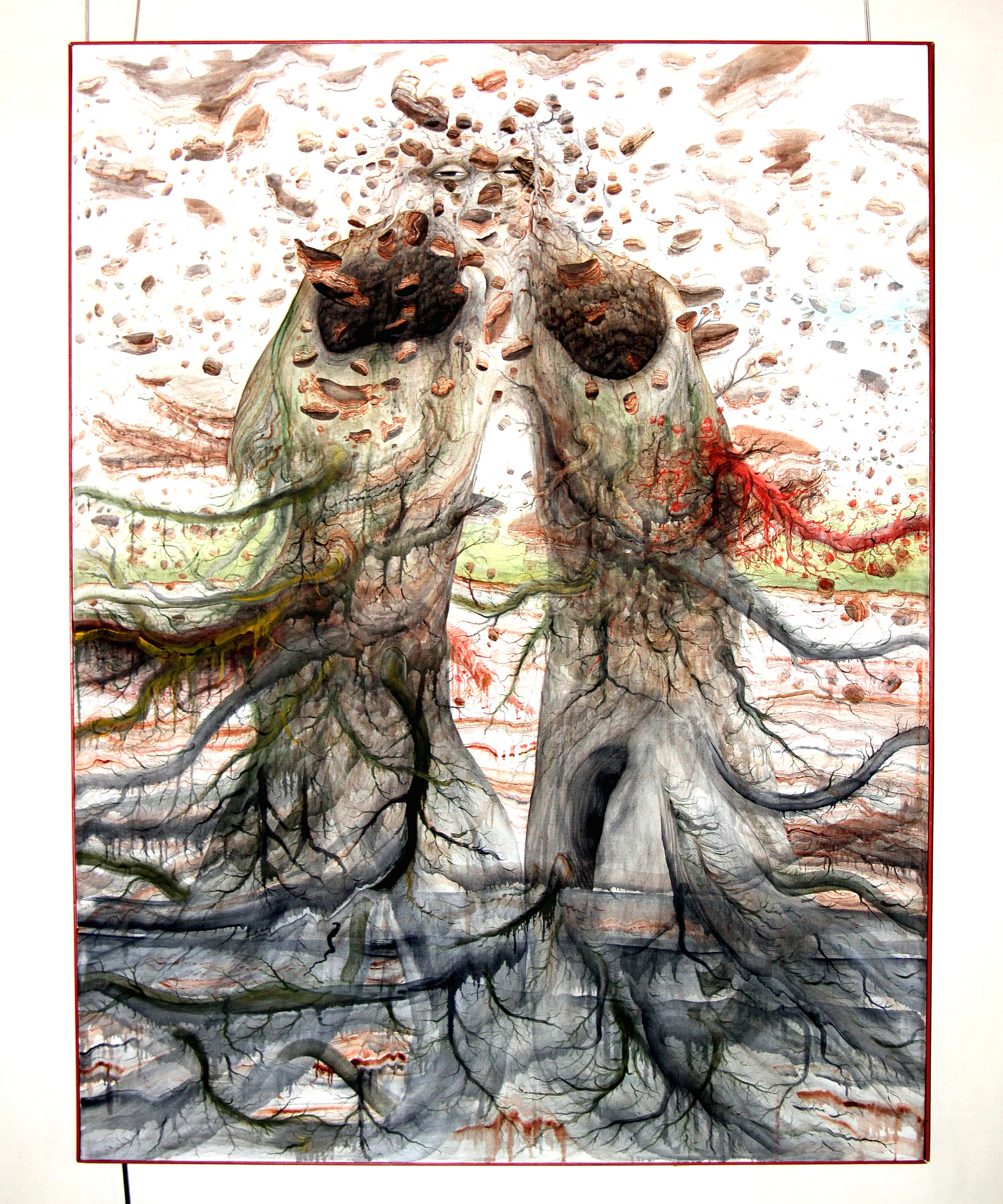
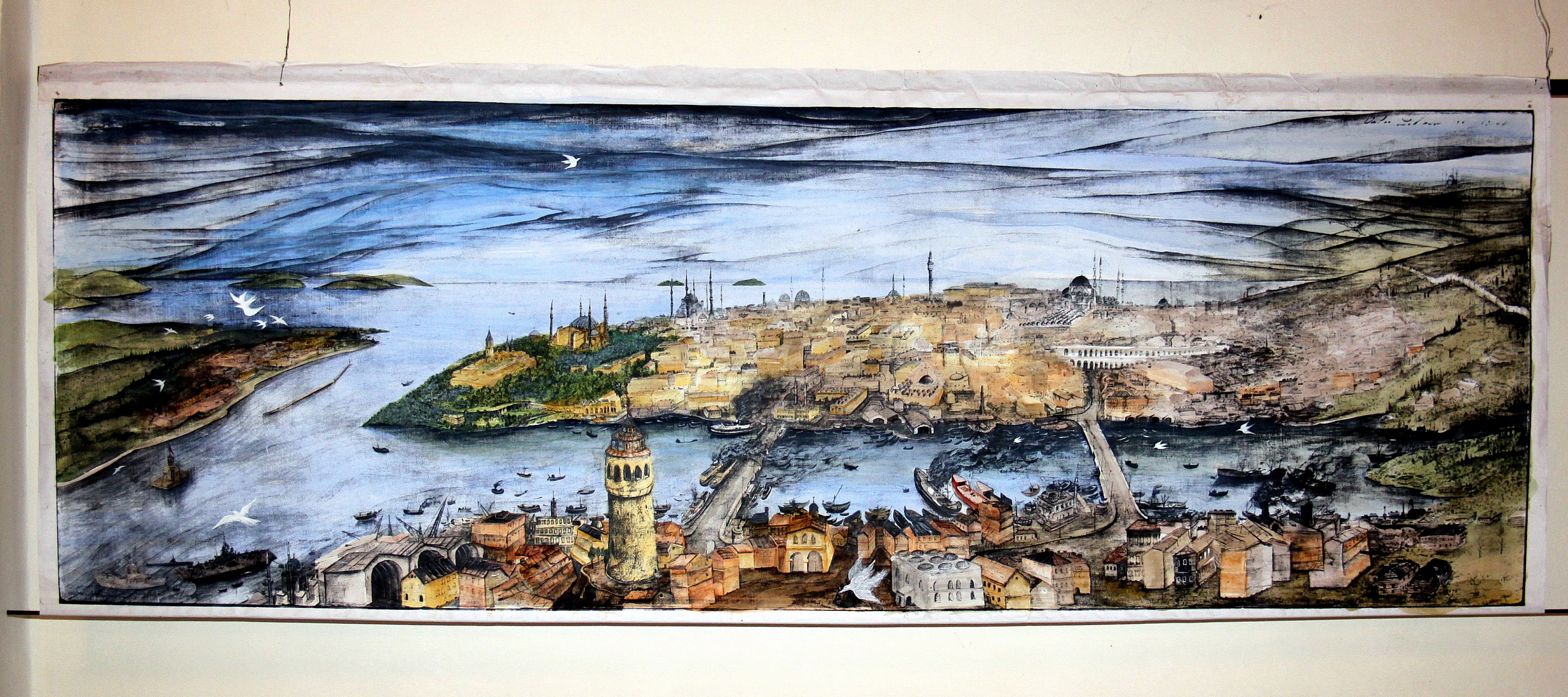
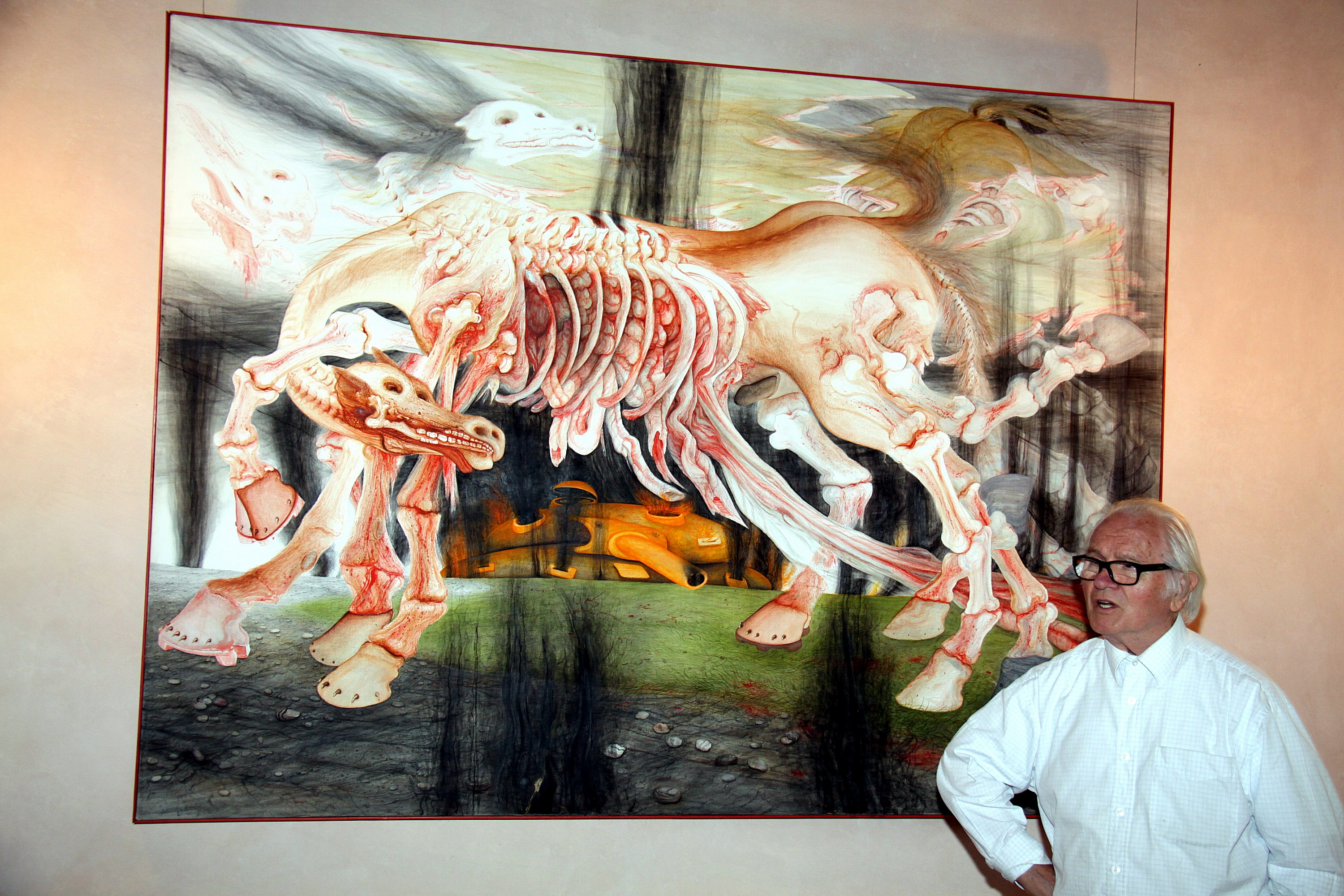